# Ordacsehi
Ordacsehi egy község Somogy vármegyében, a Fonyódi járásban.

## Fekvése
Balatonboglártól délnyugatra, Fonyódtól keletre található, a 7-es főútnak a két város közti szakaszáról leágazva közelíthető meg, a 67 101-es számú mellékúton. Területén áthalad az M7-es autópálya, aminek a faluba külön lehajtója is van; külterületeinek délkeleti részén egy rövid szakaszon áthalad a 6711-es út is, de lakott területeket ott nem érint.
Szőlő- és borgazdasági szempontból a település a Balatonboglári borvidék részét képezi.

## Története
A mai település 1939-ben jött létre Orda és Csehi (Balatoncsehi) egyesítésével.
Orda neve az ősi török eredetű ordu szóból ered, jelentése királyi szállás / tábor, míg Csehi neve a cseh népnévből származik. Orda első írásos említése 1230-ból, Csehié 1333-ból maradt fenn. Ekkor már mindkét falu plébániás hely volt. A török időkben két vár is állt a közelben: a Kisvár és a Zardavár, ezek a törökök kiűzése után újra benépesültek. Csehi templomát 1763-ban építtette a Bosnyák család, majd 1832-ben késő barokk stílusban átépítették. A 19. századi vízrendezés során az addig a Balaton partján álló települések távolabb kerültek a parttól.
Az 1939-es egyesítéskor számos vita zajlott az új település nevéről. Először Balatoncsehi, majd Csehiorda lett, és csak a második világháború után kapta meg a mai Ordacsehi elnevezést. 1970-ben egy addig Ordacsehihez tartozó 500 méteres Balaton-parti szakaszt Fonyód és Balatonboglár osztott fel egymás között, a jelenlegi Ordacsehi útelágazás buszmegálló környékét.
Lakói sokáig főként mezőgazdaságból éltek, de mára az állattenyésztés szinte teljesen megszűnt, és a növénytermesztés is csak keveseknek biztosít megélhetést. A többség a környező falvakban és városokban nyújtott turisztikai szolgáltatásokból él, Ordacsehi lassan alvó- és üdülőfaluvá változik.

## Közélete

### Polgármesterei
- 1990–1994: Horváth Gyula (független)[5]
- 1994–1996: Márton László (független)[6]
- 1996–1998: Horváth Gyula (független)[7]
- 1998–2002: Kiss Miklós (független)[8]
- 2002–2006: Kiss Miklós (független)[9]
- 2006–2008: Kiss Miklós (független)[10]
- 2008–2010: Kiss Miklós (független)[11]
- 2010–2014: Kiss Miklós (független)[12]
- 2014–2017: Márton László (független)[13]
- 2018–2019: Horváth Gyula (független)[14][15]
- 2019–2024: Horváth Gyula (független)[16]
- 2024– : Horváth Gyula (független)[1]

A településen a rendszerváltás óta háromszor tartottak már időközi polgármester-választást, az 1994–1998-as, a 2006–2010-es és a 2014–2019-es önkormányzati ciklusban. Az első időközi választás 1996. június 30-án zajlott, az 1994-ben megválasztott faluvezető lemondása miatt. 2008. június 1-jén újabb időközi választást kellett tartani, aminek oka ezúttal is az előző polgármester lemondása volt. Ugyancsak időközi polgármester-választást kellett tartani 2018. január 7-én is, mert a korábbi településvezető az előző év őszén elhunyt.
A 2018 óta hivatalban lévő faluvezető feltehetőleg nem azonos azzal, aki azonos néven az 1990-es években irányította a települést, mivel utóbbit egy sajtóhír nyugdíjas postásként, előbbit pedig egy másik forrás nyugdíjas rendőrként említi.

## Népesség
A település népességének változása:
| Lakosok száma | 794  | 791  | 766  | 781  | 782  | 794  | 749  |
|               | 2013 | 2014 | 2015 | 2021 | 2022 | 2023 | 2024 |

A 2011-es népszámlálás során a lakosok 89,2%-a magyarnak, 1,7% cigánynak, 6,9% németnek, 0,7% románnak, 0,2% szerbnek mondta magát (8,5% nem nyilatkozott; a kettős identitások miatt a végösszeg nagyobb lehet 100%-nál). A vallási megoszlás a következő volt: római katolikus 64,6%, református 6,8%, evangélikus 2%, felekezet nélküli 8,6% (16,8% nem nyilatkozott).
2022-ben a lakosság 83,5%-a vallotta magát magyarnak, 3,8% németnek, 0,5% cigánynak, 0,1% románnak, 2,4% egyéb, nem hazai nemzetiségűnek (14,2% nem nyilatkozott; a kettős identitások miatt a végösszeg nagyobb lehet 100%-nál). Vallásuk szerint 43,5% volt római katolikus, 5,9% református, 1% evangélikus, 0,1% ortodox, 0,9% egyéb keresztény, 0,5% egyéb katolikus, 9% felekezeten kívüli (38,6% nem válaszolt).

## Nevezetességei
- Késő barokk Szent Vendel-templom (Balatoncsehi). Az eredeti templomot a felsőpataki Bosnyák család építtette 1763-ban, 1832-ben nyerte el mai formáját. A nyugati homlokzaton egy elfalazott fülke mögött 1778-ból származó kriptalejárat található, ennek felirata: „FELSŐPATAKI BOSNYÁK CSALÁD SÍRBOLTJA”.[22]
- Szent Vendel-szobor (Balatoncsehi) (műemlék, 1836)[23]
- Ordacsehi kisvár (Orda) maradványai. „Ordacsehi mellett a Kisvári dűlőben, a legelőn még ma is jól láthatók egy kisebb erődítmény néhol 1 m magas maradványai. Az eredetileg palánkkal övezett várban egy négy saroktornyos téglaépítmény, castellum (?) állt. A várból – az 1984-ben folytatott turkálások, beásások révén – nagy számban kerültek elő jellegzetes XVI. századi fazék, bögre, kályhaszem töredékek” (Kanyar József)
- Csehivölgyi pincevendéglő, a borút állomása[4]
- Hagyományosan az Ordacsehiben termesztett csabagyöngye szőlőből készül Európa első újbora.[24][25]